# Вайшали (округ)
Вайшали (англ. Vaishali) — округ в центральной части индийского штата Бихар. Назван по имени древнего города Вайшали. Административный центр — город Хаджипур. Площадь округа — 2036 км². По данным всеиндийской переписи 2001 года население округа составляло 2 718 421 человек. Уровень грамотности взрослого населения составлял 50,49 %, что ниже среднеиндийского уровня (59,5 %).